# Marko Kilp
Marko Kilp, né le 1er novembre 1993 à Tallinn, est un fondeur estonien.

## Biographie
Marko Kilp participe à deux éditions des championnats du monde junior, en 2012 à Erzurum et en 2013 à Liberec, puis à deux éditions des championnats du monde des moins de 23 ans, en 2015 à Almaty et 2016 à Rasnov.
Il participe aux deux épreuves de sprint des Mondiaux 2017 de Lahti, terminant 50e de l'individuel et quatorzième du sprint par équipes. L'année suivante, il dispute les Jeux olympiques à Pyeongchang, terminant 18e du sprint classique.

## Palmarès

### Jeux olympiques d'hiver
| Épreuve / Édition   | Sprint                           | Sprint    | 15 km | 15 km                            | Poursuite 2 × 15 km | 50 km | Relais | Relais    |
| Épreuve / Édition   | libre                            | classique | libre | classique                        | Poursuite 2 × 15 km | 50 km | Sprint | 4 × 10 km |
| JO 2018 Pyeongchang | Épreuve inexistante à cette date | 18e       |       | Épreuve inexistante à cette date | —                   |       |        |           |

Légende :
- : pas d'épreuve
- — : Non disputée par le fondeur

### Championnats du monde
| Épreuve / Édition   | Sprint | Sprint                           | 15 km                            | 15 km     | Poursuite 2 × 15 km | 50 km | Relais | Relais    |
| Épreuve / Édition   | libre  | classique                        | libre                            | classique | Poursuite 2 × 15 km | 50 km | Sprint | 4 × 10 km |
| Mondiaux 2017 Lahti | 50e    | Épreuve inexistante à cette date | Épreuve inexistante à cette date | —         | —                   | —     | 14e    | —         |

Légende :
- : première place, médaille d'or
- : deuxième place, médaille d'argent
- : troisième place, médaille de bronze
- : pas d'épreuve
- — : n'a pas participé à l'épreuve

### Coupe du monde
- Meilleur classement général : 94e en 2017.

#### Différents classements en Coupe du monde
| Saison / Épreuve | Saison / Épreuve | Général | Général | Distance | Distance | Sprint | Sprint |   | Tour de ski depuis 2007 | Nordic Opening depuis 2011 | Ski Tour Canada (2016) Finales |
| ---------------- | ---------------- | ------- | ------- | -------- | -------- | ------ | ------ | - | ----------------------- | -------------------------- | ------------------------------ |
| Saison / Épreuve | Saison / Épreuve | Class.  | Points  | Class.   | Points   | Class. | Points |   | Tour de ski depuis 2007 | Nordic Opening depuis 2011 | Ski Tour Canada (2016) Finales |
| 2017             | 2017             | 94e     | 37      | -        | -        | 45e    | 37     | — | Abandon                 | —                          |                                |
| 2018             | 2018             |         |         |          |          |        |        | — | Abandon                 |                            |                                |